# Variável Gamma Cassiopeiae

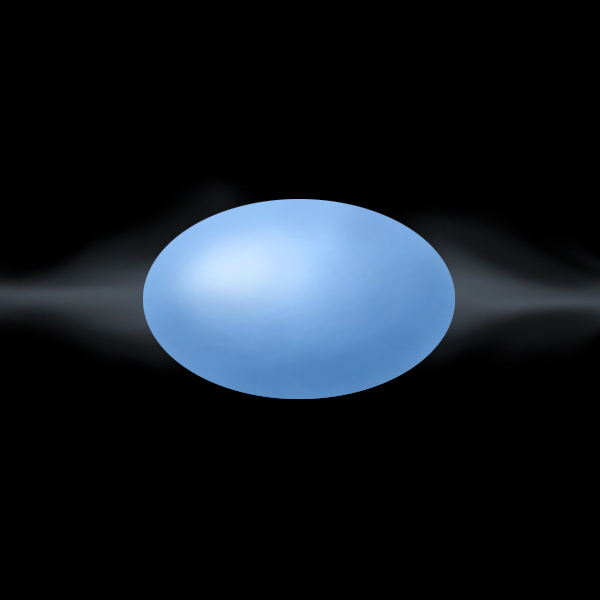
Representação de Achernar, a estrela em concha mais brilhante vista da Terra.

Uma estrela variável Gamma Cassiopeiae, também denominada estrela em concha, é uma estrela cujo espectro exibe características indicativas de um disco circum-estelar de gás rodeando a estrela ao longo do equador. Essas estrelas exibem variações irregulares em suas luminosidades devido ao fluxo de matéria. As variáveis Gamma Cassiopeiae possuem uma rápida rotação, explicando parcialmente este mecanismo, mas a natureza dessas estrelas permanece enigmática. As variáveis Gamma Cassiopeiae pertencem aos tipos espectrais de O7.5 a F5, mas seus espectros são caracterizados por linhas de absorção extremamente alargadas devido à rápida rotação e seu disco, o que também contribui para outras peculiaridades espectrais. As velocidades de rotação costumam ser de 200–250 km/s, não muito longe do ponto em que a aceleração rotacional provoca o colapso da estrela. O espectro e as características gerais das variáveis de Gamma Cassiopeiae são difíceis de serem interpretados, considerando que as formações espectrais se justapõem com a emissão de uma variável, o que faz com que a classe da luminosidade e a classe espectral exata sejam facialmente interpretadas de maneira errônea.

## Subtipos
As variáveis Gamma Cassiopeiae são subdivididas em quatro categorias:
- estrelas Be iniciais do tipo espectral 07.5 a B2.5
- estrelas Be intermediárias do tipo B3 a B6.5,
- estrelas Be do tipo B7 a B9.5, e
- variáveis Gamma Cassioepae A-F variando de A0 a F5.

O espectro varia a longo prazo, e as variáveis de Gamma Cassiopeiae do tipo inicial podem mudar de/para uma exibição do espectro do tipo Be ou um espectro B ordinário. Todas as variáveis Gamma Cassiopeiae exibem emissão amplificada no lugar de linhas de absorção no espectro, como acontece com as outras estrelas, fazendo com que as variáveis Gamma Cassiopeiae B mostrem emissão nas linhas de hidrogênio na série de Balmer, onde estrelas B ordinárias exibiriam absorção. Os tipos iniciais geralmente exibem emissão de He I e geralmente também de Fe II, as variáveis Gamma Cassiopeiae tardias exibem emissão de Ca II e Ti II. Acredita-se que as variáveis Gamma Cassiopeiae pertençam a algum lugar no ramo da sequência principal acima do grupo das estrelas gigantes, apesar da classe luminosa não ser clara, devido ao alargamento geral da emissão causado pela rotação.

## Exemplos
A estrela protótipo das estrelas em concha é a Gamma Cassiopeiae, e o exemplo mais brilhante é Achernar. Uma variável de Gamma Cassiopeiae peculiar é a HR 2309 – uma estrela estrela em concha de linha acentuada, indicando uma pequena e bem definida estrutura de anéis. Outros exemplos incluem:
- 27 Canis Majoris
- Beta Canis Minoris
- Gamma Cassiopeiae
- Phi Persei
- Pleione
- Psi Persei[3]